# 二氯化四乙酸二锇
二氯化四乙酸二锇是一种配位化合物，化学式为Os2(OOCCH3)4Cl2，它可由六氯合锇(IV)酸钠和含乙酸酐及少量浓盐酸的乙酸反应得到。它和丁酸在140 °C反应，可以得到Os2(OOCC3H7)4Cl2。